# Gallinula
Gallinula (rørhøns) er en slægt af fugle i familien vandhøns, der består af syv nulevende arter. De lever på alle kontinenter på nær Antarktis. To arter er uddøde for nylig siden 1500-tallet.

## Beskrivelse
Arterne i slægten har et lige og spidst næb, der omtrent er af hovedets længde og ret højt og sammentrykt. Næbryggen er bred ved sin basis. Her breder hornlaget sig op over panden i et cirka 1 centimeter bredt skjold. Underhaledækfjerene når ud til styrefjerenes spidser. Overhaledækfjerene er af normal længde. Fødderne er store med tæerne meget lange. Bagtåen er cirka 3 cm lang. Tæerne har lange, kun lidt bøjede, kraftige og meget spidse kløer.

## Arter
Nogle af de 7 arter i slægten Gallinula:
- Grønbenet rørhøne, Gallinula chloropus (Europa, Afrika, Indiske Ocean, Polynesien)
- Gallinula galeata (Nord- og Sydamerika, Polynesien)[4][1]
- Mørk rørhøne, Gallinula tenebrosa (Australien)
- Lille rørhøne, Gallinula angulata (Afrika)